# العلاقات السلوفاكية الفنزويلية
العلاقات السلوفاكية الفنزويلية هي العلاقات الثنائية التي تجمع بين سلوفاكيا وفنزويلا.

## مقارنة بين البلدين
هذه مقارنة عامة ومرجعية للدولتين:
| وجه المقارنة                                              | سلوفاكيا                                                       | فنزويلا                                  |
| --------------------------------------------------------- | -------------------------------------------------------------- | ---------------------------------------- |
| المساحة (كم2)                                             | 49.03 ألف                                                      | 916.45 ألف                               |
| عدد السكان (نسمة)                                         | 5.44 مليون                                                     | 28.87 مليون                              |
| الكثافة السكانية (ن./كم²)                                 | 110.95                                                         | 31.5                                     |
| العاصمة                                                   | براتيسلافا                                                     | كاراكاس                                  |
| اللغة الرسمية                                             | اللغة السلوفاكية                                               | اللغة الإسبانية، لغة الإشارة الفنزويلية ‏ |
| العملة                                                    | كرونة سلوفاكية، يورو                                           | بوليفار فنزويلي                          |
| الناتج المحلي الإجمالي (بليون دولار)                      | 95.77 مليار                                                    | 482.36 مليار                             |
| الناتج المحلي الإجمالي (تعادل القوة الشرائية) بليون دولار | 162.34 مليار                                                   |                                          |
| الناتج المحلي الإجمالي الاسمي للفرد دولار أمريكي          | 16.09 ألف                                                      |                                          |
| الناتج المحلي الإجمالي للفرد دولار أمريكي                 | 30.46 ألف                                                      |                                          |
| مؤشر التنمية البشرية                                      | 0.844                                                          | 0.762                                    |
| رمز المكالمات الدولي                                      | +421                                                           | +58                                      |
| رمز الإنترنت                                              | .sk                                                            | .ve                                      |
| المنطقة الزمنية                                           | توقيت وسط أوروبا، ت ع م+01:00، ت ع م+02:00، أوروبا/براتيسلافا ‏ | 00                                       |

## منظمات دولية مشتركة
يشترك البلدان في عضوية مجموعة من المنظمات الدولية، منها:
| علم المنظمة | اسم المنظمة                        | تاريخ انضمام سلوفاكيا | تاريخ انضمام فنزويلا |
| ----------- | ---------------------------------- | --------------------- | -------------------- |
|             | يونسكو                             | 9 فبراير 1993         | 25 نوفمبر 1946       |
|             | وكالة ضمان الاستثمار متعدد الأطراف | 1993                  | 9 مايو 1994          |
|             | الأمم المتحدة                      | 19 يناير 1993         | 15 نوفمبر 1945       |
|             | الاتحاد البريدي العالمي            | ?                     | ?                    |
|             | البنك الدولي للإنشاء والتعمير      | 1993                  | 30 ديسمبر 1946       |
|             | الاتحاد الدولي للاتصالات           | 23 فبراير 1993        | 13 أغسطس 1920        |
|             | منظمة حظر الأسلحة الكيميائية       | ?                     | ?                    |
|             | مؤسسة التمويل الدولية              | 1993                  | 28 ديسمبر 1956       |
|             | منظمة التجارة العالمية             | ?                     | ?                    |
|             | منظمة الشرطة الجنائية الدولية      | ?                     | ?                    |

## وصلات خارجية
- موقع وزارة الخارجية السلوفاكية
- موقع وزارة الخارجية الفنزويلية